# Novatus Rugambwa
Novatus Rugambwa (Bukoba, 8 ottobre 1957) è un arcivescovo cattolico tanzaniano e diplomatico della Santa Sede.

## Biografia
Novatus Rugambwa è nato l'8 ottobre 1957 a Bukoba, in Tanzania. È figlio di Benedetto Rugambwa e di sua moglie Leocadia. È stato battezzato nella sua città natale il 3 novembre successivo.

### Formazione e ministero sacerdotale
Dal 1964 al 1968 ha frequentato la scuola elementare cattolica Nyakatare a Bukoba e, dopo aver scelto di seguire la sua vocazione sacerdotale, dal 1968 al 1971 è stato alunno del seminario di Rutabo. Dopo essersi laureato, dal 1972 al 1975 ha frequentato la scuola secondaria al seminario minore di Santa Maria a Rubya. Si è poi trasferito all'Itaga Minor Seminary a Tabora, dove ha studiato dal 1976 al 1977. Nel 1978, è stato obbligato a svolgere il servizio militare, come tutti i diplomati delle scuole superiori della Tanzania.
Dal 1979 al 1981 Rugambwa ha studiato filosofia al seminario maggiore regionale Ntungamo a Bukoba (Tanzania). Successivamente, si è trasferito a Roma, presso la Pontificia università urbaniana, dove nel 1984 ha ottenuto una laurea specialistica in teologia cattolica. Ha poi insegnato dal 1984 al 1986 nel seminario minore di Santa Maria a Rubya.
Il 5 gennaio 1986 è stato ordinato diacono, nella cattedrale Mater Misericordiae di Bukoba, dal vescovo Nestorius Timanywa, che il 6 luglio seguente lo ha ordinato anche presbitero.
Successivamente, ha lavorato come assistente nella parrocchia di Nshamba. Dal 1987 al 1991 ha frequentato la Pontificia Accademia Ecclesiastica a Roma, dove si è laureato con una tesi sul tema della riforma della Curia romana a partire dal Concilio Vaticano II. Con una tesi che porta il titolo di "Ecclesia semper reformanda" gli è stato assegnato un dottorato presso la Pontificia università urbaniana.
Il 1º luglio 1991 è entrato ufficialmente nel servizio diplomatico della Santa Sede. In primo luogo, è stato nominato vicesegretario della nunziatura apostolica a Panama. Nel 1992 è stato promosso segretario nella nunziatura medesima. Papa Giovanni Paolo II lo ha insignito, il 24 luglio 1992, del titolo onorifico di Cappellano di Sua Santità. Dal 1994 al 1997 mons. Rugambwa è stato assunto come segretario nelle nunziature apostoliche nella Repubblica del Congo e in Gabon. Si è trasferito alla nunziatura apostolica in Pakistan nel 1997.
Nel 2000 Rugambwa è stato inviato in Oceania, dove ha svolto incarichi nella nunziature nelle Isole Cook, nelle Figi, negli Stati Federati di Micronesia, nelle Kiribati, nelle Isole Marshall, a Nauru, in Nuova Zelanda, a Palau, nelle Samoa, nelle Tonga e a Vanuatu. Il 5 giugno 2001 papa Giovanni Paolo II gli ha conferito il titolo di prelato d'onore di Sua Santità. Rugambwa nel 2004, ha svolto incarichi nelle nunziature in Indonesia e Timor Est.
Il 28 giugno 2007 papa Benedetto XVI lo ha nominato sottosegretario del Pontificio consiglio della pastorale per i migranti e gli itineranti.

### Ministero episcopale
Il 6 febbraio 2010 papa Benedetto XVI lo ha nominato arcivescovo titolare, titolo personale, di Tagaria e nunzio apostolico in São Tomé e Príncipe e, il 20 febbraio, anche nunzio apostolico in Angola. Il 18 marzo 2010 ha ricevuto l'ordinazione episcopale, con gli arcivescovi Eugene Martin Nugent e Piero Pioppo, nella basilica di San Pietro in Vaticano, dal cardinale Tarcisio Bertone, segretario di stato, co-consacranti Pier Giorgio Micchiardi, vescovo di Acqui, e Nestorius Timanywa, vescovo di Bukoba.
Durante la missione in Angola, paese che dopo aver vissuto lunghi anni di guerra civile è ancora alle prese con grandi difficoltà, mons. Rugambwa è stato particolarmente attento alle condizioni dei villaggi e delle popolazioni periferiche. Nel 2014 ha criticato la mancanza di volontà politica di consentire l'estensione del segnale della radio cattolica, diffuso nella sola capitale, a tutte le 18 province della nazione.
Il 5 marzo 2015 papa Francesco lo ha nominato nunzio apostolico in Honduras. In questa nazione ha mostrato una particolare attenzione verso i migranti e i carcerati. Nel maggio del 2019 il prelato ha presieduto la messa di apertura della XXXVII Assemblea Ordinaria del Celam tenutasi a Tegucigalpa; nello stesso mese il governo onduregno lo ha insignito della Gran Croce con Stella d'Argento dell’Ordine di Francisco Morazán per la sua azione di sostegno al popolo e per essere stato attento testimone della realtà nazionale.
Il 29 marzo 2019 lo stesso papa lo ha nominato nunzio apostolico in Nuova Zelanda e delegato apostolico nell'Oceano Pacifico e, nei mesi successivi, anche nunzio apostolico nelle Figi, a Palau, nelle Isole Marshall, nelle Kiribati, a Nauru, nelle Tonga, nelle Samoa, nelle Isole Cook e negli Stati Federati di Micronesia.
Nel marzo 2024, dopo aver avuto un ictus il 27 ottobre precedente ed essere stato ricoverato al Wellington Regional Hospital, ha lasciato la Nuova Zelanda per continuare le cure a Roma; il 27 luglio 2024, infatti, gli è succeduto, alla nunziatura in Nuova Zelanda, mons. Gábor Pintér, arcivescovo titolare di Velebusdo, fino ad allora nunzio apostolico in Honduras.

## Genealogia episcopale e successione apostolica
La genealogia episcopale è:
- Cardinale Scipione Rebiba
- Cardinale Giulio Antonio Santori
- Cardinale Girolamo Bernerio, O.P.
- Arcivescovo Galeazzo Sanvitale
- Cardinale Ludovico Ludovisi
- Cardinale Luigi Caetani
- Cardinale Ulderico Carpegna
- Cardinale Paluzzo Paluzzi Altieri degli Albertoni
- Papa Benedetto XIII
- Papa Benedetto XIV
- Cardinale Enrico Enriquez
- Arcivescovo Manuel Quintano Bonifaz
- Cardinale Buenaventura Córdoba Espinosa de la Cerda
- Cardinale Giuseppe Maria Doria Pamphilj
- Papa Pio VIII
- Papa Pio IX
- Cardinale Gustav Adolf von Hohenlohe-Schillingsfürst
- Arcivescovo Salvatore Magnasco
- Cardinale Gaetano Alimonda
- Cardinale Agostino Richelmy
- Vescovo Giuseppe Castelli
- Vescovo Gaudenzio Binaschi
- Arcivescovo Albino Mensa
- Cardinale Tarcisio Bertone, S.D.B.
- Arcivescovo Novatus Rugambwa

La successione apostolica è:
- Vescovo Dionísio Hisilenapo (2011)
- Vescovo Pio Hipunyati (2012)